# Alberto Mario González
Alberto Mario González (21 de agosto de 1941 – 26 de fevereiro de 2023) foi um futebolista argentino.

## Carreira
González iniciou a carreira no Atlanta. Em 1962, foi contratado pelo Boca Juniors, com o qual atuou em 204 partidas, marcou treze gols e conquistou três campeonatos nacionais (1962, 1964 e 1965). Em clubes, também jogou no Club Atlético Banfield e no Unión Española.
Competiu nas Copa do Mundo FIFA de 1962 e 1966.

## Morte
González morreu em 26 de fevereiro de 2023, aos 81 anos.